# کنگره بین‌المللی معماری مدرن

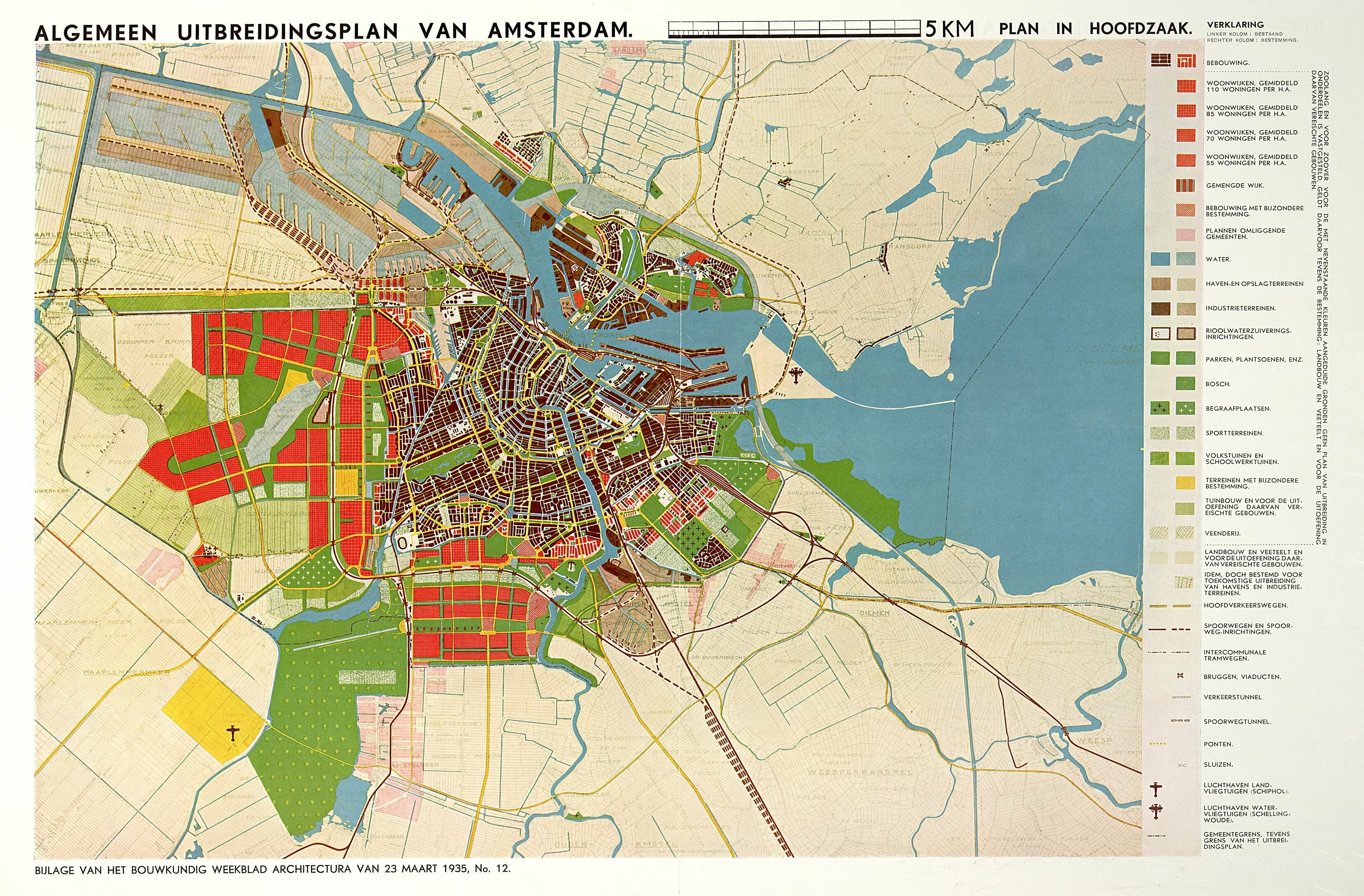
کنگره بین‌المللی معماری مدرن

کنگرهٔ جهانی معماران مدرن (سیام) (به فرانسوی: Congrès internationaux d'architecture moderne (CIAM)) و (به انگلیسی:International Congresses of Modern Architecture) برای حمایت حرفهٔ معماری تشکیل شده‌‌است. نخستین کنگره سیام در ماه جون سال ۱۹۲۸ میلادی (سال ۱۳۰۷ خورشیدی) در شاتودو لاساراز سوئیس برگزار شد. هدف از تشکیل آن عبارت بود از تعیین حقوق معماری معاصر در مقابل دشمنانی که به بواسطهٔ مؤسسات رسمی حق انتخاب داشتند؛ ولی کنگرهٔ سیام بزرگترین ضربه را به مدرنیسم زد.
سه عامل تأسیس این کنگره:
1) کوشش و ابتکار الن دوماندرو (قبلاً خانهٔ هنرمندان را تأسیس کرد)
2) رسوایی حاصل از مسابقات انتخاب بهترین طرح برای ساختمان مجمع ملل در ژنو.
3) برای تعریف کمال مطلوب حرفهٔ معماری با این هدف که معماران در کشور های دیگر نیز بتوانند با کمک هم از حرفه معماری دفاع کنند.
برای سهولت مقایسهٔ نقشه‌ها، مصوب شد که نقشه‌ها با یک مقیاس و یک شیوه در کنگرهٔ سیام ارائه شوند. کار سیام با با بحث دربارهٔ ساختن خانه‌های ارزان قیمت (۱۹۳۹) که در آن زمان خارج از عرصهٔ معماری تصور می‌شد آغاز شد و سپس با بحث درباره نحوهٔ استفادهٔ منطقی از زمین، مبحث شهرسازی مرکز ثقل مباحث سیام شد. نخستین مطالعه دربارهٔ وضعیت شهرها با در نظر گرفتن چهار اصل: زندگی، کار، تفریح و عبور و مرور به سال ۱۹۳۴ صورت گرفت و بعد به سال ۱۹۵۱، سیما (منظر) وچگونگی بوجود آمدن مراکز شهر مورد تحقیق و مباحثه قرار گرفت و بین سال‌های ۱۹۵۳ و ۱۹۵۷ شهر به عنوان محیطی برای زندگی طبیعی آدمیان مورد مطالعه واقع شد.

## مباحث کنگره‌ها
کنگرهٔ دوم: خانه‌های ارزان قیمت.
کنگرهٔ سوم: استفادهٔ منطقی از زمین برای ساختمان‌ها
کنگرهٔ چهارم: که منجر به تصویب منشور آتن شد. طی آن سه نوع نقشه با هدف درک مسائل مختلف شهرها و مقایسهٔ آن‌ها با یکدیگر با توجه به علائم و قراردادهای جهانی مصوب شد: 
1. نقشه‌ای که قسمت‌های مختلف شهر (نواحی مسکونی، صنعتی، پارک و گردشگاه…) را با استفاده از علائم اختصاری مصور دارد.
2. نقشه‌ای که خیابان‌ها و کوچه‌های شهر را نشان دهد.
3. نقشه‌ای که رابطهٔ شهر و ایالتی که شهر در آن واقع است را نشان دهد.

وسیله‌ای که تا آن زمان وجود نداشت و از این رو مطالعهٔ شهر به آسانی میسر نبود. در منشور آتن با مطالعه و تجزیه و تحلیل شهرها در قیاس با هم، اعضای کنگره توانستند اساس شهرسازی معاصر را پی‌ریزی کنند و آن را به صورت قطعنامه‌ای به رشتهٔ تحریر در بیاورند. کنگره چهارم طولانی‌ترین و مهیج‌ترین کنگره بود. بعدها خوزه لوئی سر نتایج کنگرهٔ چهارم در کتابی با عنوان <آیا شهرهای ما باقی خواهند ماند.> منتشر شد.
کنگرهٔ پنجم: محل سکونت و محل تفریح. انتشار کتاب <مسکن و تفریح>توسط لوکوربوزیه. 
کنگرهٔ ششم:بعد از ده سال وقفه بعلت جنگ جهانی، تشکیل شد. کتاب <ده سال معمار نو> توسط (فراری – هردوی) از مباحث کنگره منتشر شد.
کنگرهٔ هفتم: زیبایی در معماری. مباحث این گنگره موجب به وجود آمدن مباحث شدید دربارهٔ هنر و فرد عامی شد.
کنگرهٔ هشتم: قلب شهر. چهار مبحث مورد بررسی قرار گرفته در منشور اتن کافی نبود، برای درک تمام خصوصیات شهر مباحث باید فراتر بروند. دربارهٔ شکل و چگونگی به وجود آمدن مرکز شهر بحث کردند. نکتهٔ قابل توجه در آن تأکید بر حق پیاده بود که اکنون از نکات مورد توجه در شهرسازی است. در این باره کتاب <قلب شهر> توسط (جی تیرو بهت، خوزه لوئی سر،ن.جر) به نشر رسید.
کنگرهٔ نهم: محیط طبیعی انسان. محیطی است که به نحو احسن مناسب احتیاجات آنی و آتی انسان می‌باشد. محیط زندگی ورای خانه و رابطهٔ فرد و اجتماع مورد توجه قرار گرفت.
کنگرهٔ دهم: وسیله‌ای به وجود آورد تا فرد تماشای بی‌طرفانهٔ جهان را کنار بگذارد و خود در زندگی اجتماعی سهم مؤثری بعهده گیرد.
سیام یک نهضت پیشرو بود و نهضت‌های پیشرو عمری کوتاه دارند. بانیان نهضت چون خود به طرح پروژه‌های بزرگ مشغول بودند و برنامهٔ سنگین داشتند تصمیم گرفتند کار را به گروه معماران جوان واگذار کنند؛ ولی آرا و عقاید گوناگون و متفاوت نتوانست منشور را به وجود بیاورد. رهبران قدیمی پیشنهاد استعفا دادند تا نام سیام را منسوخ کنند و مؤسسه نو پایه‌ریزی کنند که مخالفت شد.
سیام مجمعی بود که تلاش می‌کرد اساسی مشترک برای کارهای خود پی ریزی کند؛ ولی بزرگترین اشتباه سیام این بود که همان قاعده‌های معماری اروپا و آمریکا به واسطهٔ جنس نگاه معمارانه‌‌شان را در بقیهٔ دنیا و شرق پیاده کردند که با آن منطقه سازگاری نداشت و درک نکردند چه محتوایی بر شهر حاکم است.
1. تغییرمسیر معماری مدرن
2. تغییرمسیر اکلکتیزم